# Garrovillas de Alconétar
Garrovillas de Alconétar (hasta 2001 llamado solamente Garrovillas) es una villa y municipio español de la provincia de Cáceres, en la comunidad autónoma de Extremadura. Dentro de la provincia, forma parte administrativamente del partido judicial de Cáceres y de la mancomunidad Tajo-Salor. Se ubica geográficamente en el norte de la penillanura trujillano-cacereña, junto a la orilla izquierda del río Tajo, cerca de su confluencia con el río Almonte.
El término municipal de Garrovillas de Alconétar, cuya única entidad de población es actualmente la propia villa, abarca una superficie de 206,85 km², que se extiende a ambas orillas del Tajo. En 2021, el municipio tenía una población de 1955 habitantes.
El área está habitada desde tiempo inmemorial por ser un paso fluvial estratégico. De la época prehistórica son conocidos los dólmenes de Guadancil, sumergidos bajo el embalse de Alcántara. En la época romana, se hizo pasar por aquí la Vía de la Plata, y para cruzar el Tajo se construyó el puente de Alconétar. La importancia estratégica del puente hizo que los andalusíes formaran un asentamiento denominado Alconétar (del árabe Al-qunaytar, literalmente "el puentecillo"), del que se conserva sumergido su castillo. El asentamiento fue reconquistado en 1166 por Fernando II de León, quien lo cedió inicialmente a la Orden del Temple. La villa de Alconétar cayó en declive a partir de 1222, cuando los andalusíes destruyeron el puente para dificultar el acceso de Alfonso IX de León a Cáceres; en las décadas posteriores, los vecinos de Alconétar se trasladaron a la aldea de Garro, más tarde denominada "Garrovillas", que a partir del siglo XV pasó a ser la villa capital de un señorío de los condes de Alba de Liste. En los siglos XIX y XX fue la capital del partido judicial de Garrovillas.
La villa llegó a tener una población de seis mil habitantes en momentos como el siglo XVI o la primera mitad del siglo XX, pero desde la década de 1960 está sufriendo un fortísimo éxodo rural que le ha llevado a perder dos tercios de su población. Este éxodo rural ha permitido conservar aquí uno de los mejores cascos antiguos de la provincia, en el que destaca como principal monumento su plaza mayor, obra de arquitectura tradicional de más de 4000 m² de extensión.

## Símbolos
El escudo heráldico y la bandera que representan al municipio fueron aprobados oficialmente en 2000. El escudo se blasona de la siguiente manera:

«Escudo de azur, puente partido de oro sumado de arco del mismo metal, sobre ondas de azur y oro, acompañado de cerro de plantas todo en su color, sumado de castillo de oro, sobre ondas verticales de azur y plata. Mantelado en jefe de gules cargado con letra a mayúscula de oro. Al timbre Corona Real cerrada.»
Diario Oficial de Extremadura nº 94 de 12 de agosto de 2000

La descripción textual de la bandera es la siguiente:

«Bandera rectangular de proporciones 2/3, formada por cinco franjas horizontales de proporciones 1/6, 1/6, 1/3, 1/6, 1/6 del ancho, siendo azules las dos intermedias y blancas las restantes, cargada junto al asta por un triángulo rojo. Al centro el escudo municipal en sus colores.»
Diario Oficial de Extremadura nº 80 de 11 de julio de 2000

## Geografía

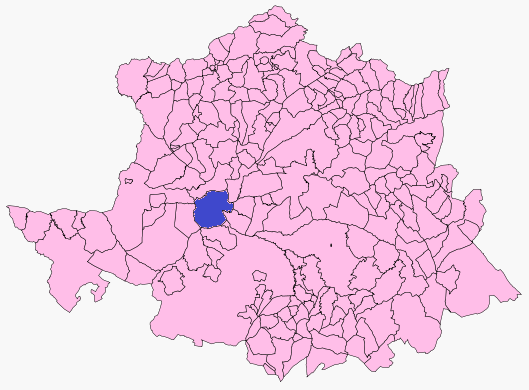
En azul, término municipal de Garrovillas de Alconétar. En rosa, el resto de términos municipales de la provincia de Cáceres

Integrado en la comarca de Tajo-Salor, se sitúa a 36 kilómetros de la capital provincial. Limita con términos municipales de Cáceres, Casar de Cáceres, Navas del Madroño, Alcántara, Portezuelo, Cañaveral, Hinojal y Santiago del Campo.
| Noroeste: Portezuelo                 | Norte: Portezuelo     | Nordeste: Cañaveral                |
| Oeste: Alcántara y Navas del Madroño |                       | Este: Hinojal y Santiago del Campo |
| Suroeste: Navas del Madroño          | Sur: Casar de Cáceres | Sureste: Cáceres                   |

### Hidrografía
El término municipal está atravesado por el río Tajo, al que vierten por la derecha el arroyo del Pizarroso y el arroyo del Castillo, y por la izquierda el río Almonte, que a su vez recibe el arroyo de Talaván, y los arroyos Villaluengo, Rivera de Araya y Rehana. En su territorio se extiende parte del Embalse de José María de Oriol-Alcántara II. 

### Orografía
Presenta un relieve alomado al que la erosión del río Tajo, actuando sobre el sustrato pizarroso, ha provocado fuertes encajamientos con altitudes que oscilan entre los 200 metros en las riberas del Embalse de José María de Oriol-Alcántara II —en el lugar conocido como Fosa de Alconétar— y los 450 metros de la penillanura y proximidades de la sierra de Cañaveral. Su altitud máxima se encuentra en la sierra de Santo Domingo, donde se alcanzan los 452 m s. n. m. Otras elevaciones son el cerro de Valdelatorre (407 metros) y el cerro del Mosquito (398 metros). El pueblo se alza a 327 metros sobre el nivel del mar.

### Clima

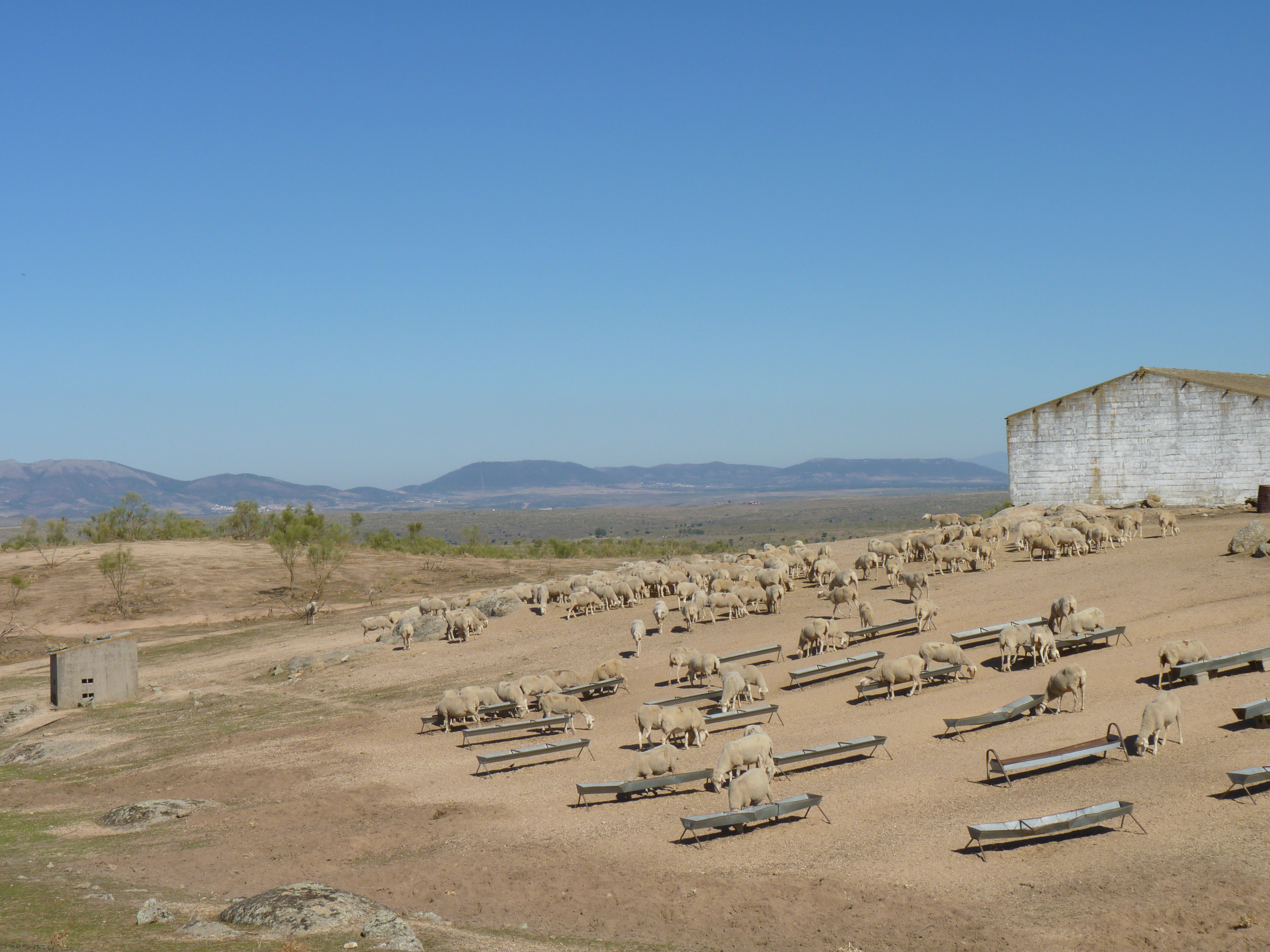
Ovejas en el término municipal de Garrovillas, con Cañaveral y Casas de Millán al fondo

El clima es de tipo mediterráneo, con una temperatura media de 16,4 °C y una pluviosidad media de 460 L/m².

### Fauna y flora
Fauna
Entre los mamíferos abundan el jabalí y el zorro, demás de conejo y liebre. En los pinares de Valdepelayo, Valdefernando, Morgado, Las Viñas u Holanda se cobijan rapaces, como el águila calzada, el milano y el alcotán, y otras especies como la cigüeña negra. Las cigüeñas blancas sobrevuelan tejados y charcas y en cualquier lugar del campo puede surgir el cuclillo, la perdiz o el cernícalo. En los páramos de Villoluengo, Altagracia o Conejo pueden verse avutardas o sisones. En los cantiles de Araya o el Morisco anida el abejaruco. El buitre leonado tiene una colonia en regresión y los córvidos son abundantes.
Tras la construcción del Embalse de Alcántara se han aclimatado especies no autóctonas como gaviotas, cormoranes y garcillas bueyeras. De los reptiles se destacan distintas especies de culebras, el lagarto y el galápago. Los anfibios están representados por la rana y el sapo. Dentro de los roedores, señalemos el ratón dorado de campo, el lirón careto y la churupa. En el embalse de Alcántara las especies autóctonas del río Tajo han sido sustituidas por el lucio, la perca americana y la carpa royal, que han acabado con aquellas.
Flora
La flora del término es variada y típicamente mediterránea, estratificada en bosque, matorral y herbáceas. El bosque garrovillano está integrado por los pinares de pino piñonero, situados al este y sudoeste de la población, de gran porte; se aprovechan para madera y piñones. Otras especies representativa son la encina y el acebuche. En el matorral lo más sobresaliente son las escobas (blanca y amarilla), las jaras, el tomillo, el espliego, el galapero (Pyrus bourgaeana), la zarza (Rubus fructicosus) y la magarza. Crecen multitud de hierbas y pastos, algunas de ellas de gran valor botánico: flor de la abeja, lirios muy variados, alhelias, candilitos, suegra-nuera, orquídeas silvestres, etc. Las aguas de las charcas se llenan de ranúnculos en primavera.

### Geología
Geológicamente, el término se encuentra dentro del Macizo Hespérico o Hercínico. La totalidad de su superficie está ocupada por materiales pizarrosos.
Se pueden diferenciar en Garrovillas tres tipos de suelos: arenosos, que ocupan la mayor parte del territorio; pizarrosos que se extienden por la cuenca del río Tajo y suelos de aluvión o tierras fértiles, en las que se han concentrado las partículas erosionadas. Son suelos muy poco profundos en los que la roca madre está a escasa profundidad, cuando no en la superficie.

## Historia

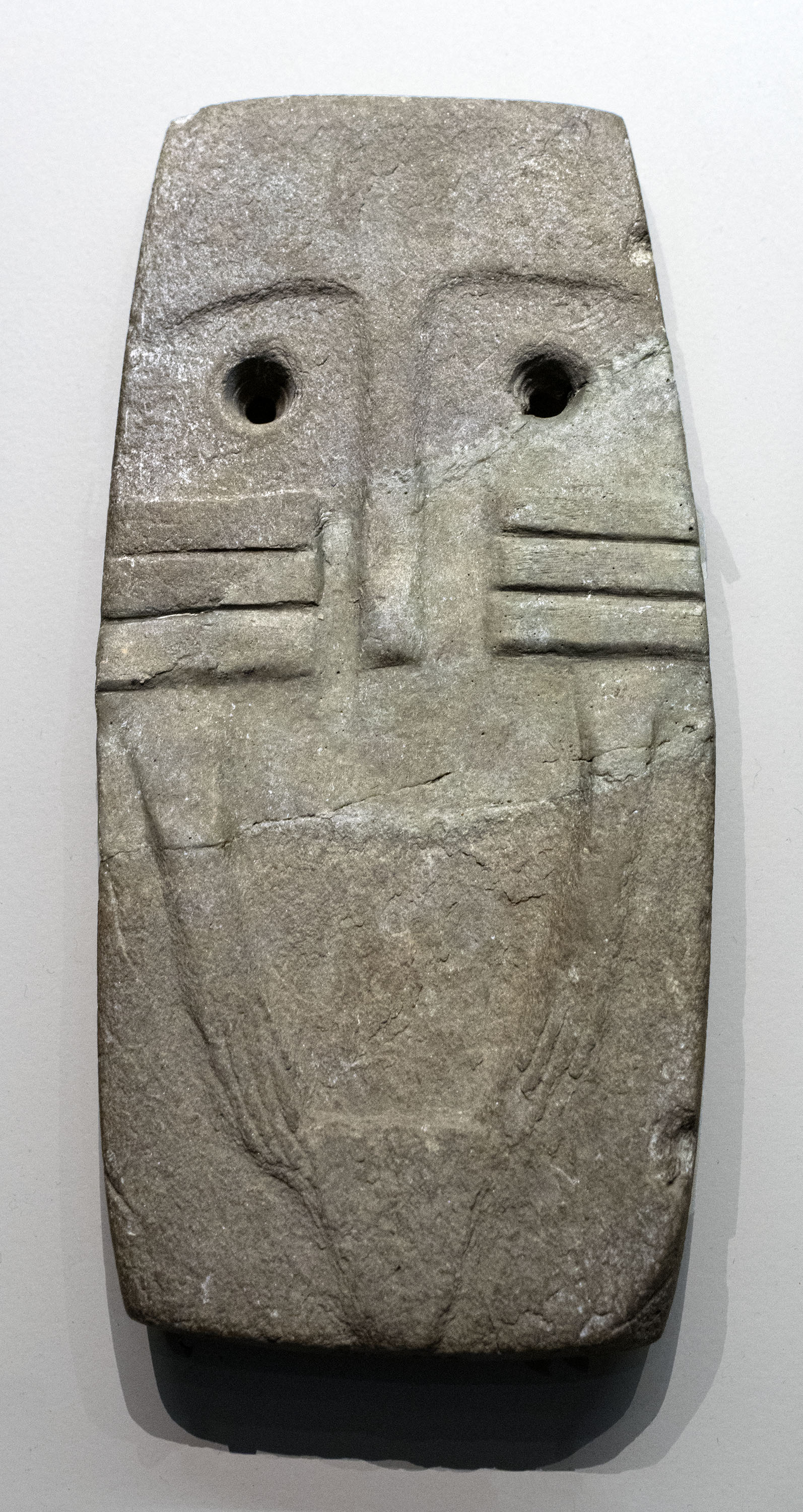
Ídolo oculado de Guadancil

La zona estuvo poblada desde la prehistoria como lo prueban los dólmenes de Guadancil y Cerro Garrote, excavados en el siglo XIX por el sacerdote don Jerónimo de Sande, que encontró una serie de objetos, incluyendo un ídolo oculado, depositados hoy en el Museo de Cáceres y en el Museo Arqueológico Nacional (los de este fueron previamente a la Exposición Universal de París de 1878).
La presencia humana durante la Edad de los Metales está atestiguada porque en 1931, en la zona de Alconétar, en el fondo del río Tajo, fue hallada una espada pistiliforme de bronce, de 67 cm de longitud. El estado de conservación era bueno en el momento del hallazgo; la punta ya le faltaba en el momento en que quedó abandonada definitivamente la espada, aunque nunca llegó a usarse como tal arma. Pertenece al último periodo de la Edad del Bronce (en torno al año 1200 a. C.) y su origen debe ser buscado más bien en el mundo atlántico. Se conserva en el Museo Arqueológico Nacional.

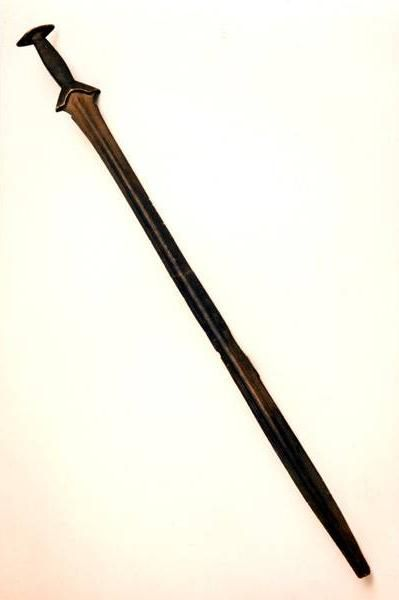
Espada de Alconétar

En la confluencia del Tajo y el Almonte se asentó un castro prerromano llamado quizás Turmogum (centro de los turmódigos, tribu lusitana) y ocupado por los romanos como Turmulus. De esta época procede una tégula escrita aparecida en las proximidades de Garrovillas con la inscripción "PRECARIO COERENSIVN/ ET CALONTENSIVM CALUR/ I. ET. PALANTENSES/ VSI SUNT/", que se ha traducido por "A Precario. Los coerenses y los calontenses calures y los palantenses son lusitanos". Los romanos, para cruzar el Tajo, construyen un puente (llamado de Mantible) que servía a la Vía de la Plata.
En 828, Mahamud, un jefe musulmán de este enclave, se alió con los bereberes de Mérida en la revuelta contra Abderramán II. En el 838 él y su hermana (¿Yamila?) tuvieron que huir y se aliaron con el rey Alfonso II de Asturias; ambos personajes inspiraron leyendas posteriores. En el siglo X los árabes construyen una torre para defender el puente, llamado ahora Alconétara, o Puentecillo, de Mahamud. En 1133, tras haber pasado a manos cristianas, el emir almorávide Tasufin ben Ali volvió a tomar Alconétar.
En 1167 el rey Alfonso VIII liberó del dominio árabe y entregó el castillo de Alconétar a los Caballeros Templarios, que lo erigieron en cabeza de Encomienda, de la que dependían los Cuatro Lugares (Hinojal, Talaván, Santiago del Campo y Monroy) además de Cañaveral. 
Garrovillas antiguamente fue aldea conocida con el nombre de Garro y estaba también agregada a la villa de Alconétar, que se hallaba junto al castillo. Así fue hasta que el rey Alfonso X le dio el título de villa, en virtud de hallarse arruinada la de Alconétar tras ser anegada en una riada del Tajo; los vecinos de ésta se trasladaron a aquella, que se denomina desde entonces «Garrovillas de Alconétar». Surgieron disidencias entre los Templarios y las vecinas órdenes de Alcántara y de Santiago y hacia 1258 aquellos abandonaron el castillo, que pasó a manos del poder regio. En 1268, en documento firmado en Alcalá, Alfonso X dio aquellos lugares en señorío a su hijo Fernando de la Cerda.

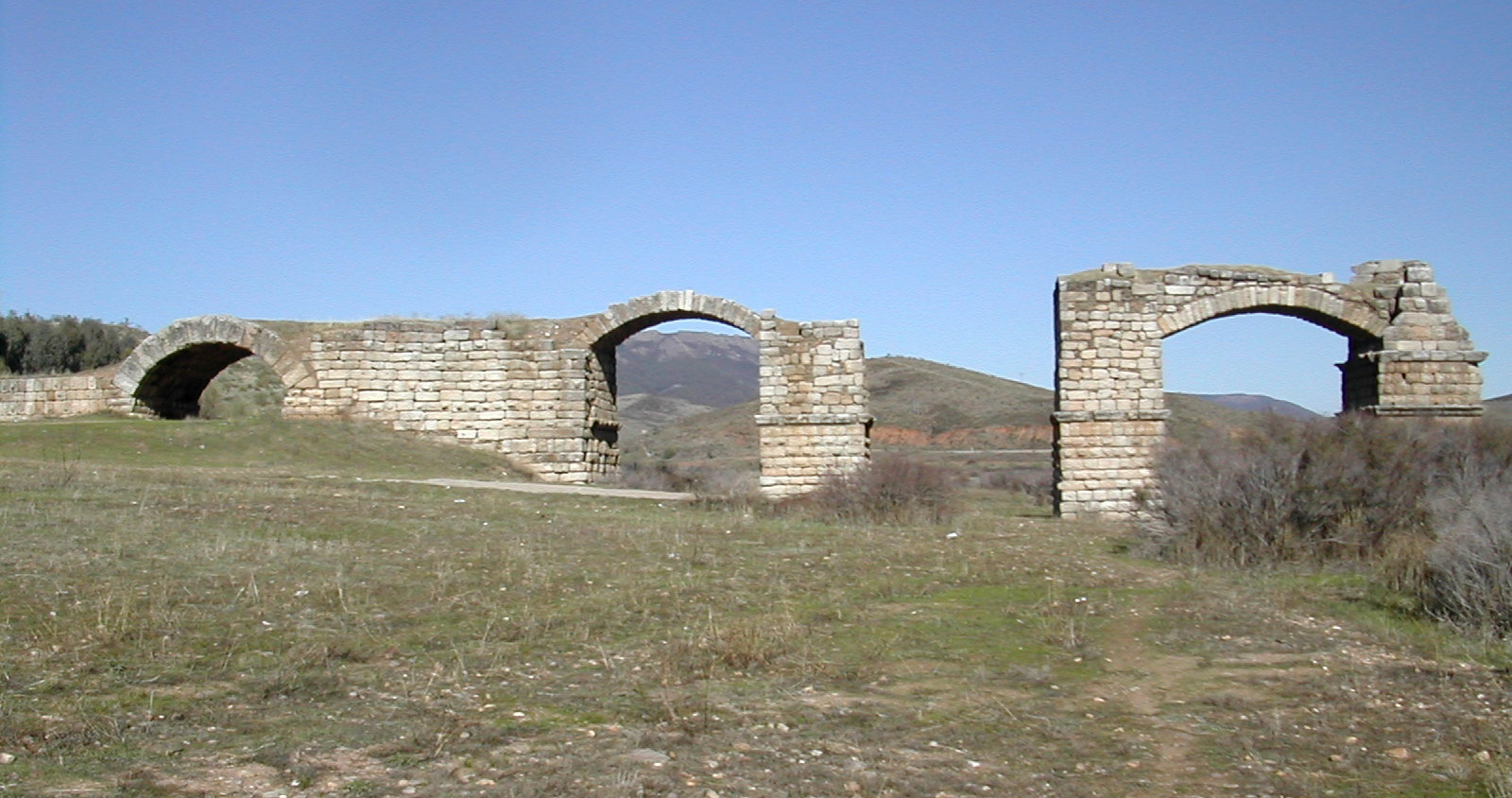
El puente romano de Alconétar (o de Mantible)

En 1368 el puente de Mantible se encontraba ya derruido. Poco después aparece Leonor de Alburquerque como señora del castillo, posiblemente enfrentada a la población de Garrovillas. El rey Juan II en 1434 da por albalá el señorío, «con el paso de barcas y derechos del castillo de Rocafrida, que está sobre las barcas», a Enrique de Guzmán, II conde de Niebla. Una de sus hijas, María de Guzmán, casó con Enrique Enríquez, I conde de Alba de Liste, hijo segundo del Almirante de Castilla. Así, esta villa ha pertenecido posteriormente al condado de Alba de Liste, poseído en el siglo XIX por el duque de Frías.
Natural de esta localidad, el capitán Alonso de Mendoza, que en el siglo XVI pasó al Nuevo Mundo y allí fundó el 20 de octubre de 1548 la ciudad de La Paz, actual sede del gobierno de Bolivia (tiene dedicada, desde mediados del siglo XX, una calle con el nombre de "Capitán Mendoza"). Juan de Ávalos, también natural de esta villa, vinculado con Santiago de Chile.
A la caída del Antiguo Régimen la localidad se constituye en el municipio constitucional de la región de Extremadura, cabecera del partido judicial de Garrovillas y conocido entonces como Garrovilas que en el censo de 1842 contaba con 1200 hogares y 6574 vecinos.
El Ayuntamiento en 2001 obtuvo un símbolo representativo, esto se representó en el cambio del nombre de la villa.

## Demografía
Garrovillas de Alconétar cuenta con una población de 1959 habitantes (INE 2024).
| Gráfica de evolución demográfica de Garrovillas de Alconétar entre 1842 y 2021 |
| |
| Población de derecho según los censos de población del INE Población de hecho según los censos de población del INEEn estos censos se denominaba Garrovillas: 1842, 1857, 1877, 1887, 1897, 1900, 1910, 1920, 1930, 1940, 1950, 1960, 1970, 1981 y 1991. En este censo se denominaba Garrovillas o Garrovillas de Alconetar: 1860. |

En el siglo XVI la población superaba según algunos autores los siete mil habitantes. 
En la primera mitad del siglo XIX había 6100 habitantes (con lo que era la tercera población de la provincia).

## Administración y política
| Periodo   | Nombre                   | Partido | Partido                                                 |
| --------- | ------------------------ | ------- | ------------------------------------------------------- |
| 1979-1983 | José García              |         | Partido Socialista Obrero Español (PSOE)                |
| 1983-1995 | Hipólito Suárez          |         | Partido Socialista Obrero Español (PSOE)                |
| 1995-1999 | Jesús Alba               |         | Partido Socialista Obrero Español (PSOE)                |
| 1999-2000 | Cándido Javier Gil       |         | Independiente                                           |
| 2000-2011 | Pedro Martín             |         | Partido Socialista Obrero Español (PSOE)                |
| 2011-2019 | Cándido Javier Gil       |         | Plataforma Socialista Democrática de Garrovillas (PSDG) |
| 2019-act. | Elísabeth Martín Declara |         | Partido Socialista Obrero Español (PSOE)                |

| Partido político                                        | 2023  | 2023  | 2023       | 2019  | 2019  | 2019       | 2015  | 2015  | 2015       | 2011  | 2011  | 2011       | 2007  | 2007  | 2007       |
| Partido político                                        | Votos | %     | Concejales | Votos | %     | Concejales | Votos | %     | Concejales | Votos | %     | Concejales | Votos | %     | Concejales |
| Partido Socialista Obrero Español (PSOE)                | 887   | 72,7  | 7          | 833   | 54,8  | 6          | 622   | 39,57 | 5          | 629   | 37,15 | 4          | 800   | 47,28 | 6          |
| Partido Popular (PP)                                    | 301   | 24,67 | 2          | 137   | 9,01  | 1          | 178   | 11,32 | 1          | 487   | 28,77 | 3          | 334   | 19,74 | 2          |
| Ciudadanos (CS)                                         | —     | —     | —          | 534   | 35,13 | 4          | 45    | 2,86  | 0          | —     | —     | —          | —     | —     | —          |
| Plataforma Socialista Democrática de Garrovillas (PSDG) | —     | —     | —          | —     | —     | —          | 711   | 45,23 | 5          | 562   | 33,20 | 4          | 326   | 19,27 | 2          |
| Agrupación Independiente de Garrovillas (AIG)           | —     | —     | —          | —     | —     | —          | —     | —     | —          | —     | —     | —          | 204   | 12,06 | 1          |

## Economía

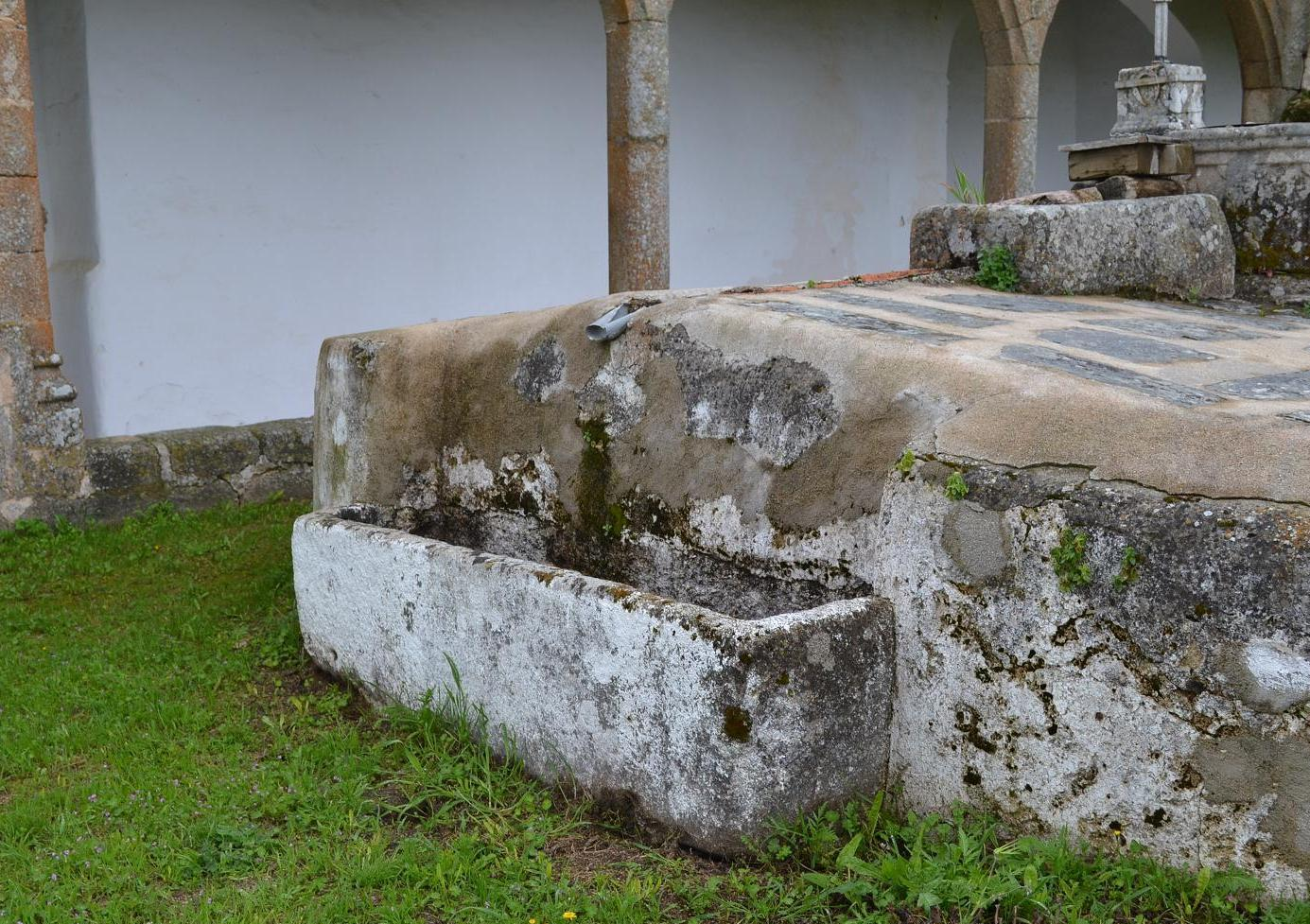
Abrevadero de Altagracia

Han sido tradicionales fuentes de ingresos la pesca fluvial y la recolección de piñones, así como la apicultura.
Según Madoz, en 1847 Garrovillas tenía en el río Tajo seis aceñas y tres batanes; en el Arroyo Morisco, dos batanes y seis molinos harineros, y en el Arroyo Rehana, otro molino harinero. Asimismo tenía tres lagares hidráulicos de viga, un molino de chocolate y diez fábricas de curtidos.
Hoy[¿cuándo?] la población vive principalmente de la agricultura de secano (cereales y almendros) y de la ganadería (vacas y ovejas). Últimamente[¿cuándo?] está incrementándose la ocupación en el sector servicios, dada la proximidad a la capital.

## Servicios

### Educación
Garrovillas cuenta con un instituto de educación secundaria obligatoria, el IESO Alconétar.

### Sanidad
Pertenece a la zona de salud de Navas del Madroño, dentro del área de salud de Cáceres, y cuenta con un consultorio de atención primaria. En sanidad privada, en 2013 había en el municipio una clínica dental. En el municipio hay dos farmacias, que coordinan sus turnos de guardia con la de Navas y la de Brozas.

### Transporte

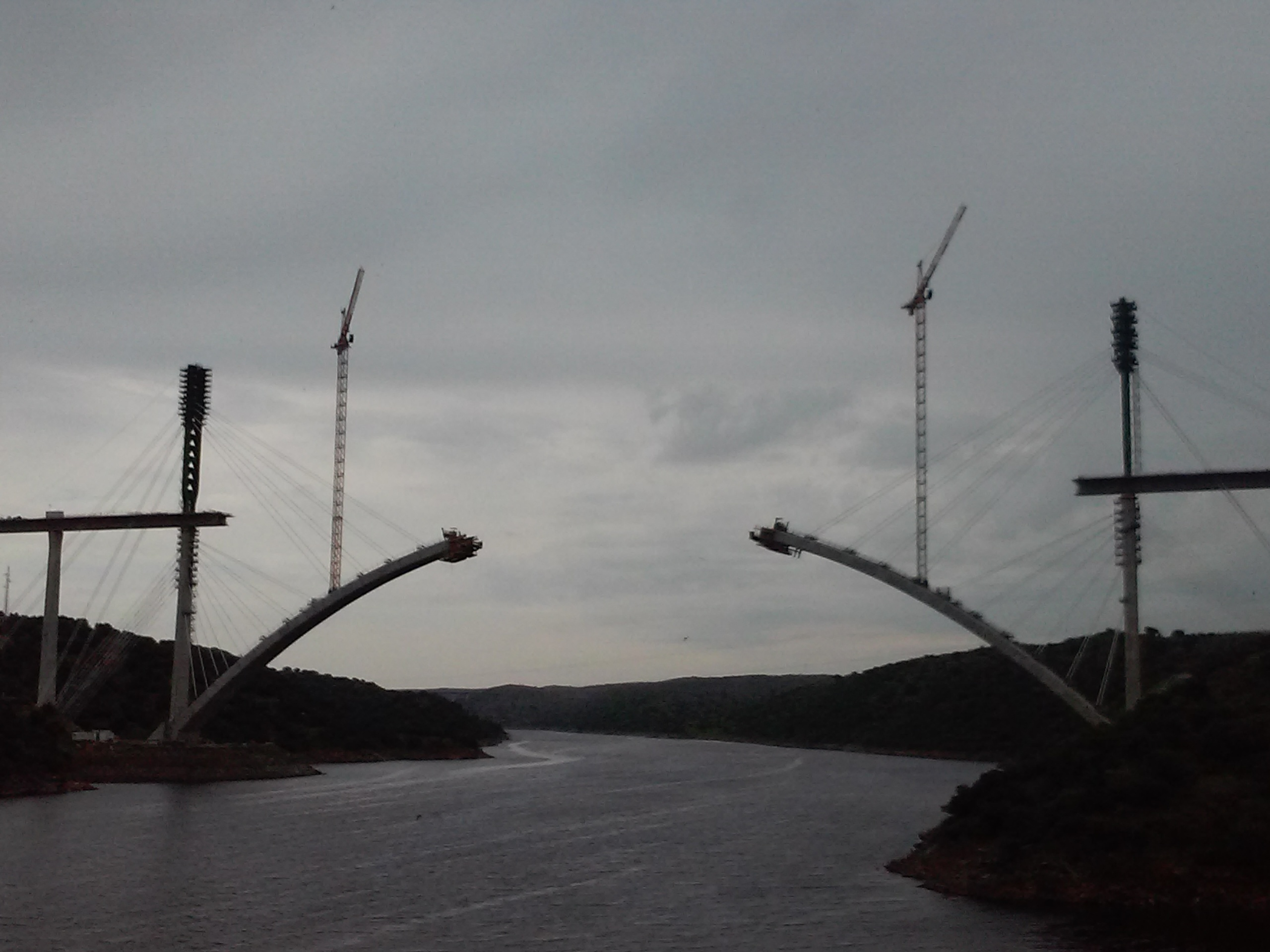
Viaducto del AVE en construcción sobre el río Tajo, en el término municipal de Garrovillas de Alconétar

Por el término municipal pasan o se inician las siguientes carreteras:
| Nombre | Lugar de entrada  | Lugares a los que va |
| ------ | ----------------- | -------------------- |
| A-66   | Salamanca         | Cáceres              |
| N-630  | Cañaveral         | Casar de Cáceres     |
| EX-302 | Navas del Madroño | N-630                |
| CC-113 | EX-302            | Mata de Alcántara    |
| EX-371 | Portezuelo        | N-630                |
| EX-373 | N-630             | Hinojal              |

## Cultura

### Patrimonio

#### Casco antiguo de la villa

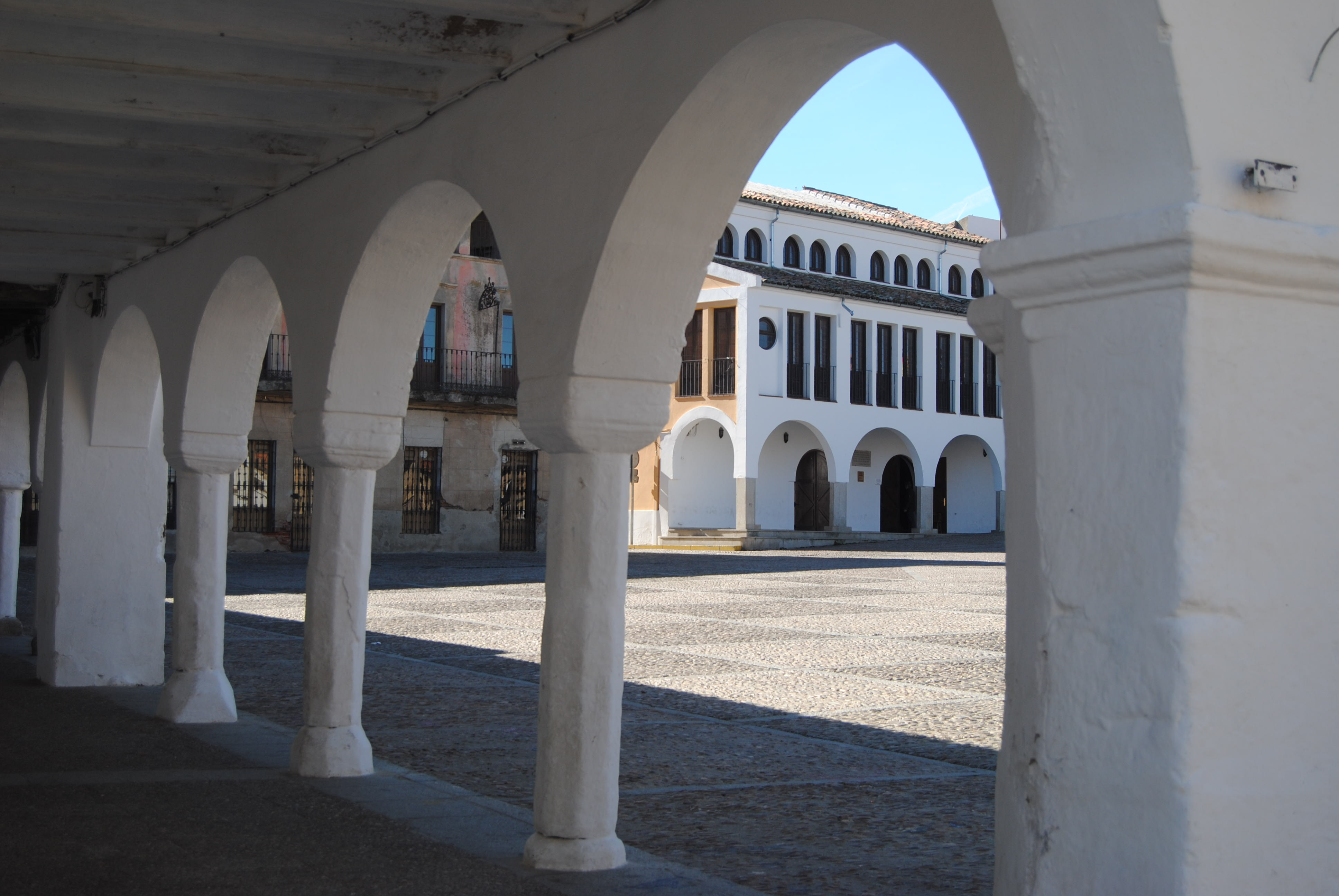
Arcada en la plaza Mayor

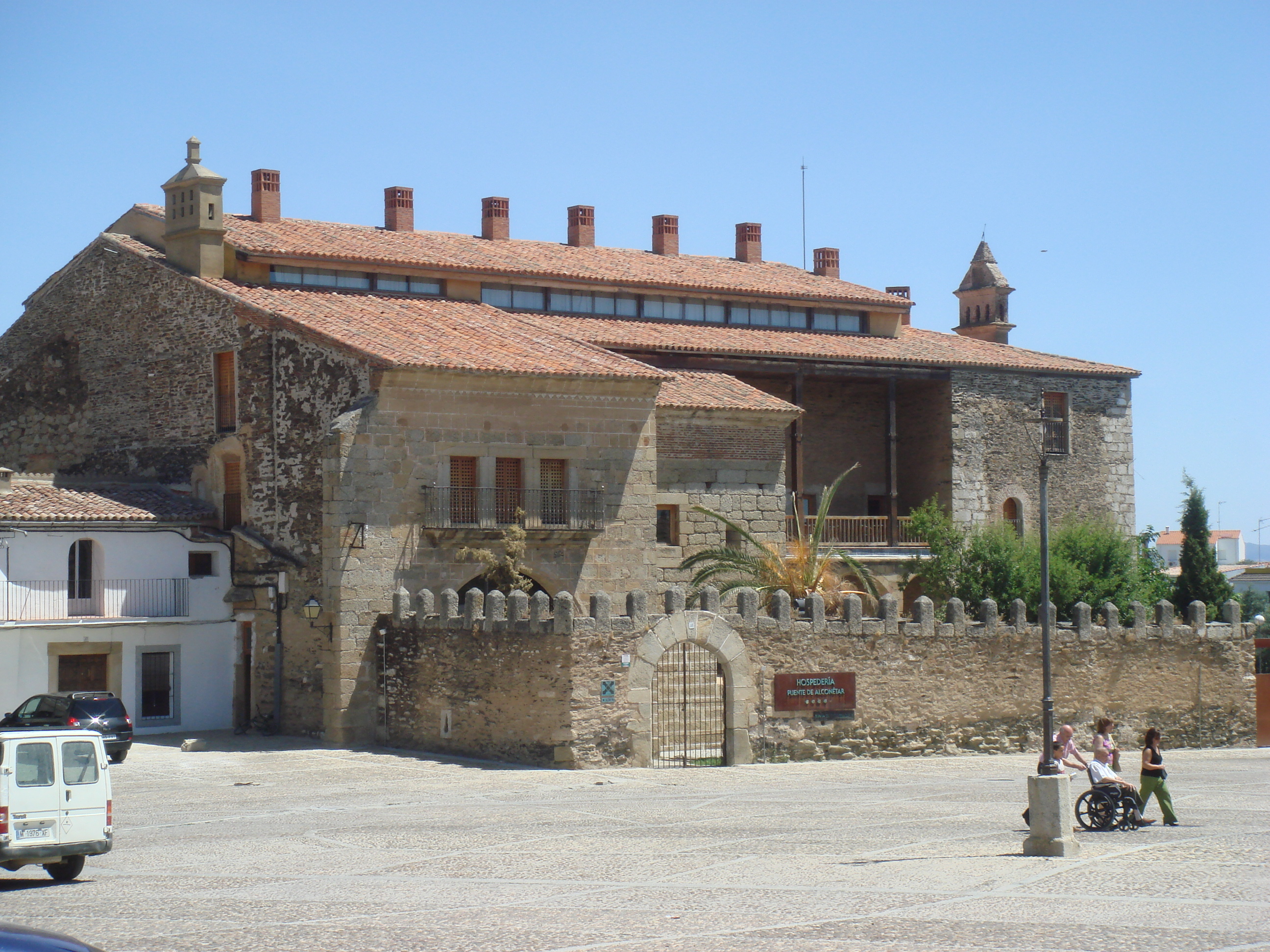
Palacio de los Condes de Alba de Liste

La villa de Garrovillas de Alconétar cuenta con uno de los cascos antiguos mejor conservados de la provincia, construido durante el período de gran desarrollo que tuvo esta localidad entre los siglos XV y XIX, y bien conservado gracias al éxodo rural que sufrió en la segunda mitad del siglo XX. En las calles estrechas de la parte antigua sobresalen numerosos ejemplos de la arquitectura vernácula de la zona, formada por casas de solamente dos plantas y de fachadas enjabelgadas. Algunos de estos inmuebles destacan por albergar grandes chimeneas en sus tejados. El casco antiguo se ubica en el norte de la villa, donde pueden contemplarse calles llenas de arquitectura tradicional.
Sin embargo, el lugar más destacado del casco antiguo y principal símbolo de la villa es su plaza mayor, la plaza de la Constitución, obra de arquitectura tradicional con influencia gótica y mudéjar de más de 4000 m² de extensión, considerada una de las mejores plazas mayores rurales del país. Se encuentra flanqueada de casas, en su mayoría de dos plantas, con soportales apoyados en columnas de granito y arquerías de ladrillo, sobre las cuales se alzan galerías de ventanales con esbeltas columnas y arcos de medio punto. Algunos inmuebles se remontan al siglo XV.
De entre los monumentos civiles de la villa, es digno de mención el palacio de los Condes de Alba de Liste, antiguos señores de la villa, que se ubica en la plaza mayor y ha sido rehabilitado para su uso como hotel. También alberga la plaza mayor un corral de comedias construido entre 1985 y 1991 en estilo historicista, inspirado en el corral de comedias de Almagro. Además, en la calle de las Seis Rejas se ubica la casa de los Templarios, obra renacentista del siglo XVI. En cuanto a la escultura civil urbana, se conserva en el este de la villa un tradicional rollo jurisdiccional, formado por un sencillo cilindro coronado por una pirámide.
Pese a que la plaza y sus alrededores forman uno de los conjuntos de arquitectura histórica más reconocidos de la provincia, por el momento la Junta de Extremadura no ha querido otorgarle el estatus de Bien de Interés Cultural. Por el momento, los únicos inmuebles reconocidos con ese estatus en Garrovillas son el puente de Alconétar y el convento de San Antonio, aparte de los declarados genéricamente por la disposición adicional segunda de la Ley de Extremadura 2/1999 (el castillo de Alconétar, el rollo y varias cruces de término y escudos heráldicos).

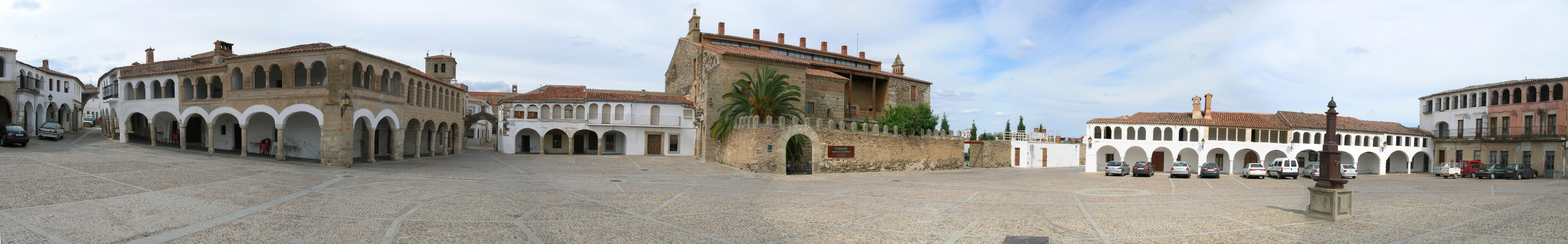
Panorámica de la plaza mayor, principal símbolo de la villa

#### Monumentos religiosos
Iglesias

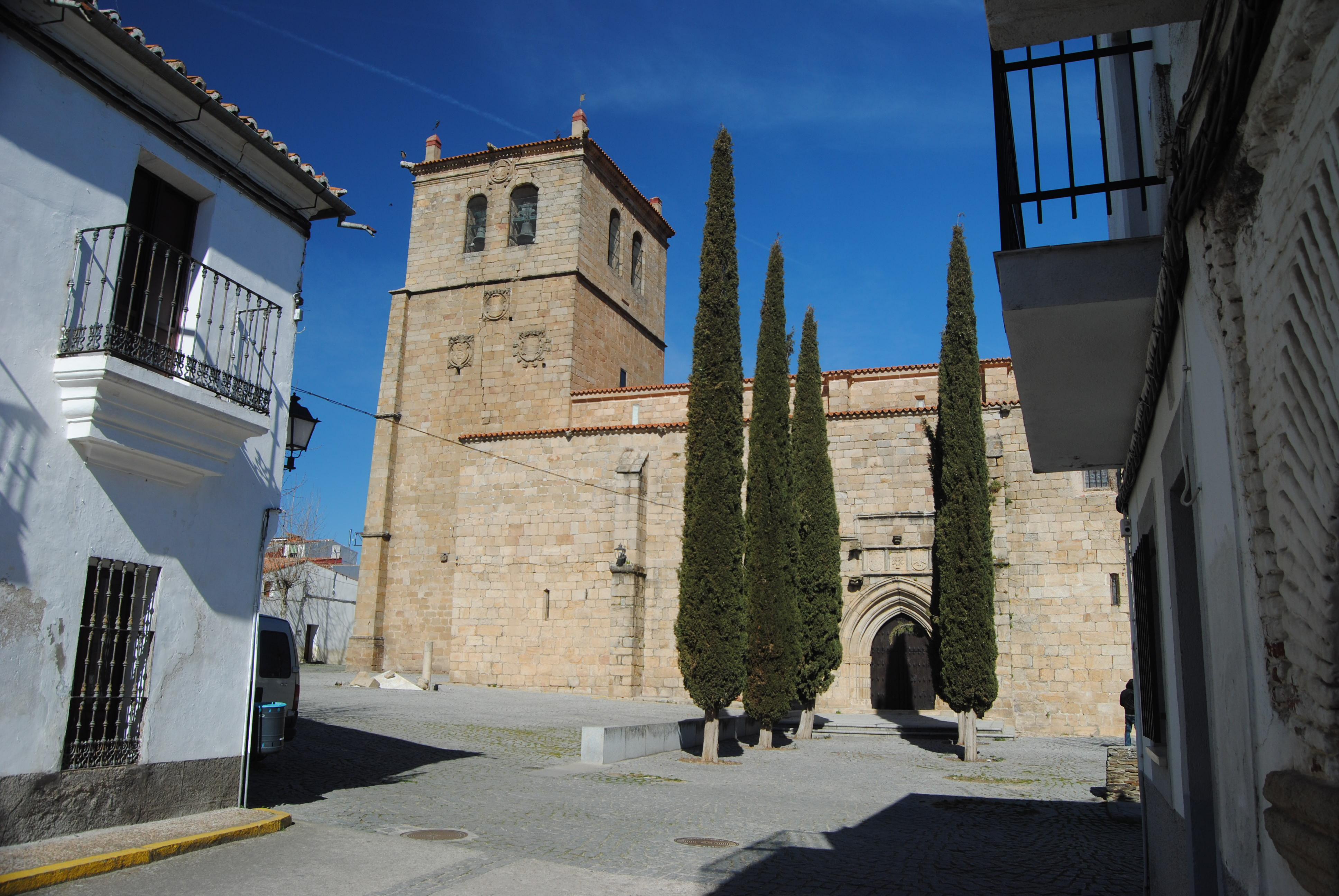
Iglesia de San Pedro

La localidad posee dos templos parroquiales católicos que datan del período final del gótico: la iglesia de San Pedro y la iglesia de Santa María de la Consolación. Ambas iglesias forman parte de la diócesis de Coria-Cáceres, donde funcionan conjuntamente como una parroquia en el arciprestazgo de Alcántara-Arroyo de la Luz.
La iglesia de San Pedro, ubicada en el norte de la localidad, es la más antigua de las dos iglesias parroquiales, combinando elementos románicos y góticos. Data del siglo XV, aunque cuenta con algunos elementos posteriores. Es una obra de sillería granítica dividida en tres naves, de las cuales destaca la central por su amplitud y elevación.
Por su parte, la iglesia de Santa María de la Consolación se ubica en el centro del casco antiguo y es ligeramente posterior a la anterior, datando de los primeros años del siglo XVI y con un estilo más tardogótico. Fue también construida con sillería granítica, pero a diferencia de San Pedro tiene una única nave organizada en tres tramos.
La iglesia de Santa María es conocida por su órgano, un instrumento de incalculable valor, que ya en 1595 fue restaurado por el organero italiano Horacio Fabri. Las características de su técnica constructiva lo sitúan en el esplendor del Renacimiento. Es una pieza instrumental de coro que en sus orígenes se usaba para acompañar la liturgia de las horas. Aunque data del siglo XVI, ha sufrido múltiples reformas. Es un órgano de pequeñas dimensiones que no tiene carácter monumental, sino que su importancia se basa en su antigüedad: se cree que es el órgano más antiguo de la península ibérica, y el tercero más antiguo de toda Europa. En 2020, este órgano fue declarado Bien de Interés Cultural por la Junta de Extremadura.
Ermitas

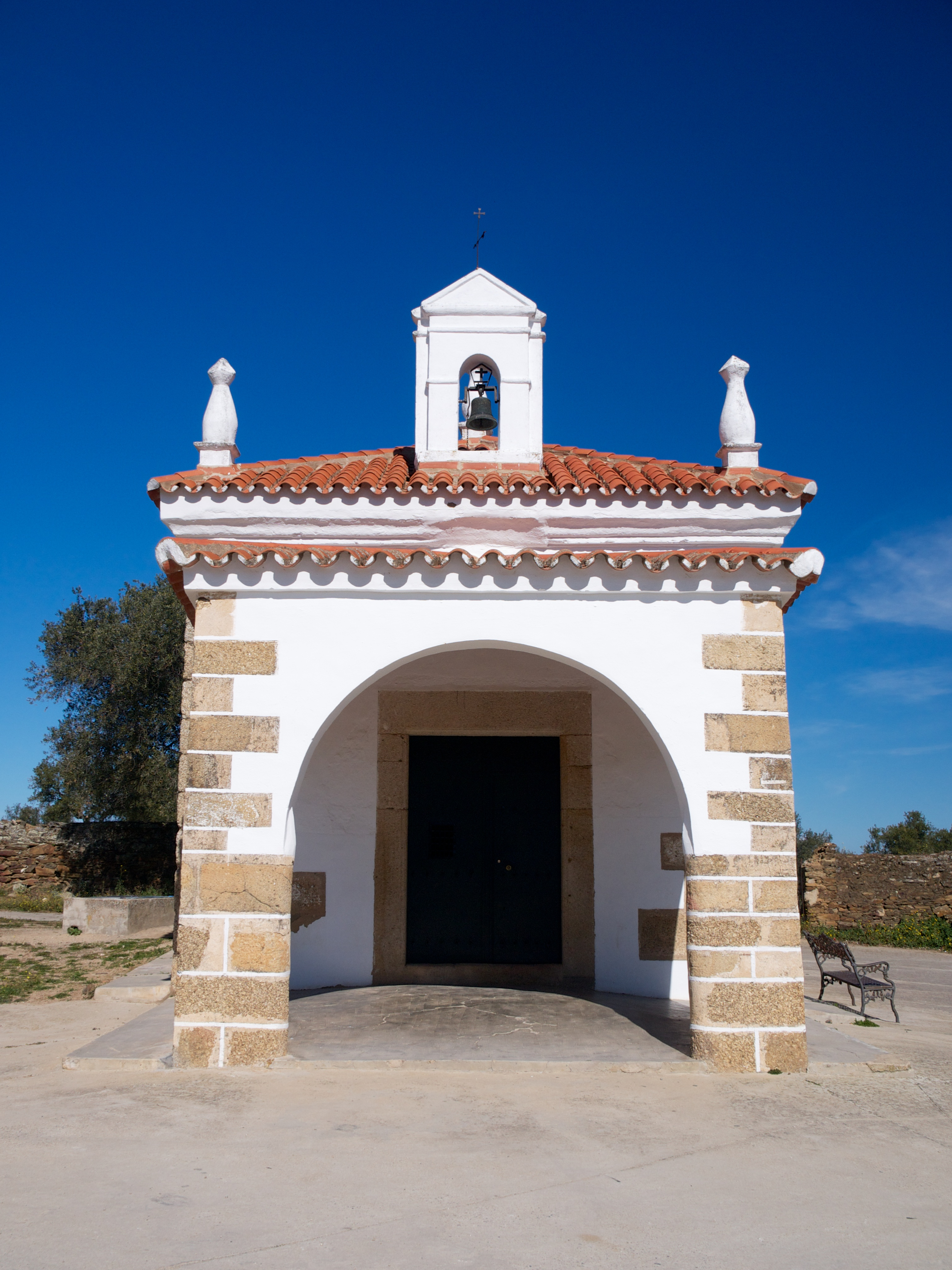
Ermita del Cristo del Humilladero

Entre las ermitas de la localidad, cabe destacar la ermita de la Virgen de Altagracia, patrona de la localidad, construida en el siglo XV a unos siete kilómetros del casco urbano. Presenta partes renacentistas y otros añadidos; con fábrica de cantería, techumbre de ojivales nervaduras y puerta principal gótica culminada en un rosetón, posee el tramo del altar mayor separado por una verja gótica de artesanía local. El retablo mayor data del siglo XVII.
Además de la ermita de Altagracia, en las afueras de la propia villa destacan tres ermitas de arquitectura popular construidas en los siglos XVII y XVIII: la ermita de la Soledad o los Santos Mártires en el este, la de San Antón en el norte y la del Cristo del Humilladero en el oeste. En el sur de la villa se ubica la ermita de la Paz, de principios del siglo XX. A las afueras de la plaza mayor, en la calle Gabriel y Galán, se ubica la ermita de Santo Toribio, de finales del siglo XVI o principios del siglo XVII; esta última ermita fue rehabilitada en 2014 tras haberse usado durante mucho tiempo como vivienda. Unos años antes se sacó también del abandono a la ermita de San Roque, fechada en 1601, que se hallaba en ruinas junto a la del Cristo del Humilladero; sin embargo, la de San Roque ha continuado desacralizada y se ha destinado a bar.
A lo largo del término municipal, existen algunas ermitas en ruinas. Destaca la ermita de Santa Catalina, construida en el siglo XVII en el entorno de una antigua villa romana, pero de la que solamente quedan restos de los muros y un crucero. En un estado similar de ruina, se conserva unos 2 km al noroeste de la villa la ermita de San Blas. Sin embargo, la ermita que más llama la atención es la de Santa Ana, un pequeño oratorio ubicado en una finca privada y adornado interiormente con veneras, que no guarda relación histórica con las parroquias de la villa y parece haber sido construida para el Camino de Santiago de la Plata.
En el Interrogatorio de la Real Audiencia de Extremadura de 1789, se menciona que también existían en aquella época en la villa o su término ermitas dedicadas a San Juan, San Lorenzo, San Bartolomé, San Pablo y San Miguel, estas dos últimas ya en ruinas en aquella época.
Conventos

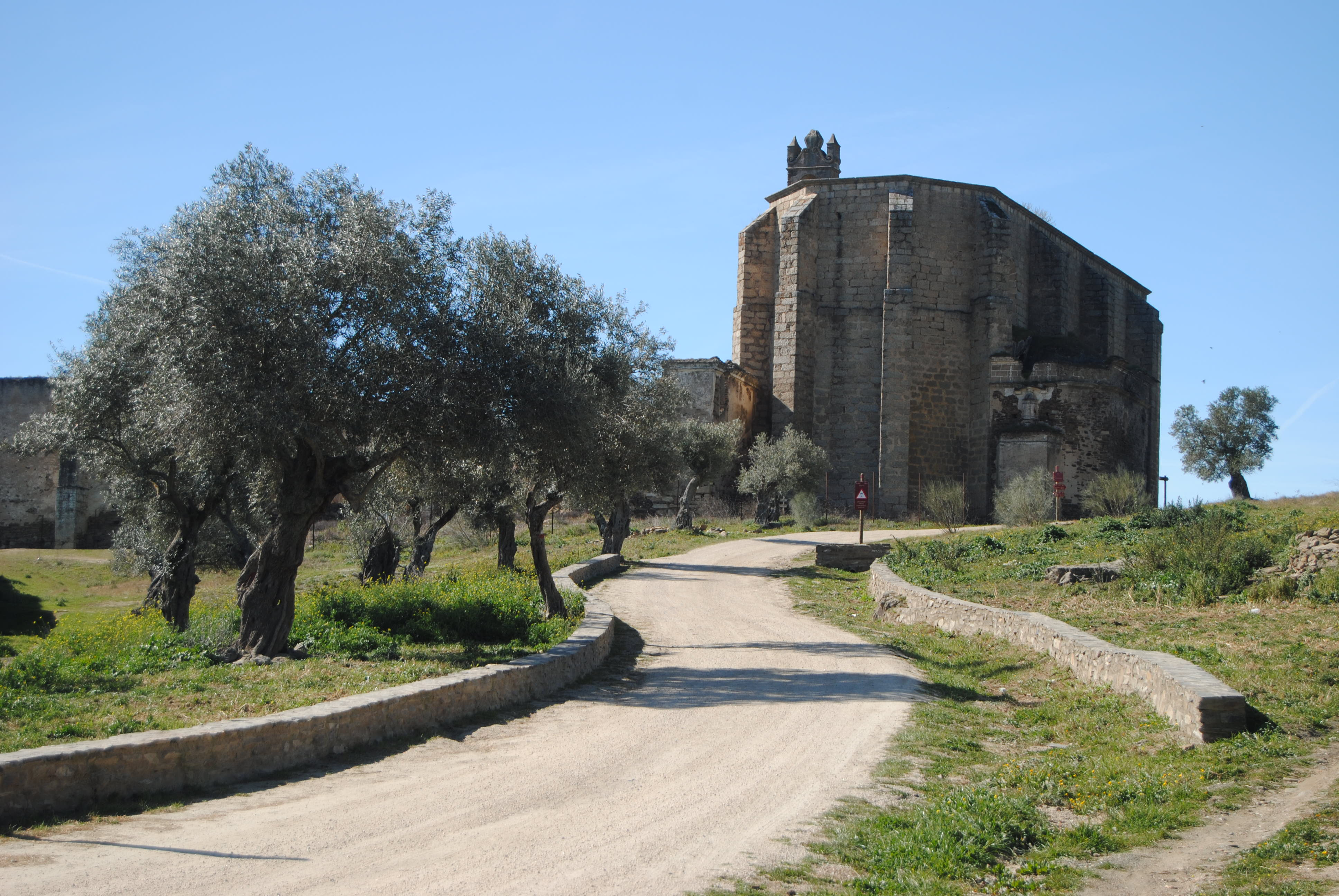
Camino de acceso al convento de San Antonio

Aunque la villa tuvo tres conventos en el Antiguo Régimen, solamente uno de ellos ha llegado habitado hasta la actualidad: el monasterio de Nuestra Señora de la Salud, un convento de monjas de la Orden de San Jerónimo situado en las inmediaciones de la iglesia de San Pedro. El monasterio fue construido en el siglo XVI sobre una casa señorial y su elemento más destacado es el retablo mayor barroco de su templo.
Sin embargo, el convento más monumental y conocido de la villa es un edificio que actualmente se halla abandonado y en ruinas: el convento de San Antonio. Fue fundado en 1476 como convento para los monjes de la Orden Franciscana, quienes lo ocuparon hasta su exclaustración en la desamortización de Mendizábal en 1835. El convento fue saqueado por los vecinos de la villa en 1843, tras extenderse un bulo que afirmaba que aquí se guardaban grandes riquezas, quedando el edificio en ruinas desde entonces. El edificio, construido en el siglo XV con una arquitectura renacentista, conserva la estructura ruinosa del templo conventual y del claustro, lo cual le ha valido tanto el estatus de Bien de Interés Cultural como su inclusión en la Lista Roja de Hispania Nostra.
El tercer convento de la villa fue el convento de la Encarnación, también llamado de Santa Isabel, ocupado por monjas de la Segunda Orden de San Francisco entre 1521 y 1817. Tras su exclaustración, el edificio fue sustituido a partir del siglo XIX por lo que actualmente es la casa de cultura de la villa. Existen restos arqueológicos del convento en la casa de cultura, tal y como se comprobó al llevarse a cabo unas obras en el edificio en 2010.

#### Alconétar

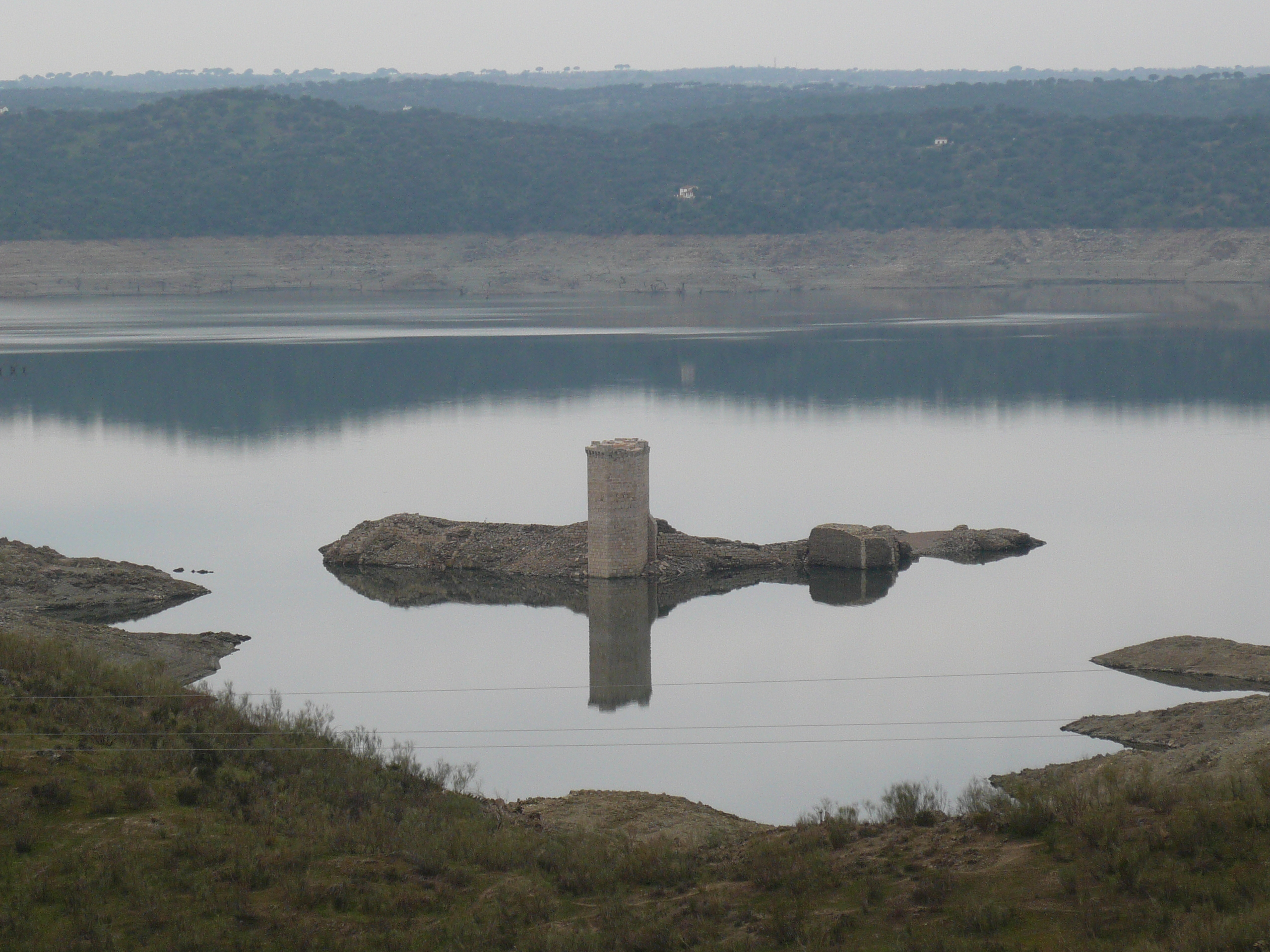
Torre del castillo de Floripes

El municipio conserva importantes elementos arqueológicos relacionados con Alconétar, lugar de cruce milenario de la Vía de la Plata sobre el río Tajo, que en la Edad Media fue la villa que dio origen a la Garrovillas actual. Dentro de las aguas del Embalse de Alcántara se encuentra el castillo de Floripes (o Rocafrida, según documento de Juan II). Sobresale la parte superior de la Torre del homenaje; en años especialmente secos se puede observar la cerca almenada. Su construcción es gótica, aunque procede de una probable "turris" del Turmulus romano, luego reconstruida por árabes y cristianos. Sirvió de localización de leyendas cantadas en romances y referidas indirectamente por Cervantes en dos pasajes de El Quijote.
Aunque el castillo es el símbolo más conocido y representativo de la zona, en el mismo entorno se han reubicado las ruinas de una estructura de mayor importancia histórica: el puente de Alconétar, construido por los romanos para que la Vía de la Plata cruzara el río Tajo. Era uno de los puentes en arco segmentales más antiguos del mundo; esta circunstancia, unida a su ubicación estratégica, ha hecho que sea ampliamente estudiado tanto por historiadores como por ingenieros. En 1931, estas ruinas fueron uno de los primeros monumentos de la provincia declarados Bien de Interés Cultural.

### Festividades
- El 17 de enero es la fiesta de San Antón. La víspera de la fiesta recorre las calles un sanantonero aporreando una tambora. Por la noche se quema una monumental luminaría. El día del Santo se celebra la misa, seguida de juegos infantiles y, por la tarde, la procesión, en la que los vecinos obsequian al Santo con embutidos y bebidas que luego se subastan a las puertas de la ermita; también se rifa una cerda joven. Antiguamente, un cofrade solía regalar al santo una cochinilla con una esquila al cuello; durante todo el año dormía en la primera cuadra que encontraba abierta, correteaba por la villa durante el día y comía lo que los vecinos le sacaban a la puerta alertados por el cascabeleo

- El 3 de febrero es la fiesta de San Blas. Después de la misa y la procesión aparece la vaca romera; dos hombres disfrazados de vaca con una cabeza de cartón. Por la tarde tiene lugar el paseo de las serranas (mujeres ataviadas con traje típico) y se reparten dulces.

- En agosto, se celebran en la plaza Mayor de la villa, convertida en coso para capeas, los festejos taurinos de San Roque, que datan de 1601. Estos festejos son considerados los más importantes del año, por ser el momento en el que la mayoría de los emigrantes regresan a la villa. Esta fiesta ha generado un peculiar interés jurídico, ya que antiguamente en las compraventas de los inmuebles de la plaza se reservaba el vendedor un derecho real atípico de ver los toros desde el balcón transmisible a todos los herederos, lo cual con el tiempo devenía insostenible por exceso de aforo.[60][61]

- El 8 de septiembre, coincidiendo con el Día de Extremadura, se celebra la romería de la localidad en el santuario de la Virgen de Altagracia. Cada cinco años, en los años que son múltiplos de cinco, esta festividad se hace más grande al bajar a la villa la imagen de la Virgen de Altagracia.[62][63][64]

### Gastronomía
Platos típicos son las ranas fritas, los escabeches de peces, los origüelos, las morengas, la chanfaina, el morro de cerdo y, entre los postres, las floretas servidas con miel y los cagajones.